# Sevenig (Our)
Sevenig (Our) este o comună din landul Renania-Palatinat, Germania, situată în apropiere de colțul celor trei frontiere. Numele semnifică „Sevenig pe râul Our”.